# パンツぱんくろう
パンツぱんくろうは、NHKの幼児向け番組『おかあさんといっしょ』内で放送されたショートアニメ。

## 概要
2004年4月から放送。2006年4月からの第3シリーズから新コーナー『パンツコインちゃん』との週変わり放送が始まり、2007年4月からはそれまでの「パンツぱんくろう」と「パンツコインちゃん」を織り交ぜて放送したが、2008年3月に終了。その後は『BSおかあさんといっしょ』にて再放送されていたが、『BSおかあさんといっしょ』の放送終了に伴い、2010年より再放送枠が移行する形で復活。『でこぼこフレンズ』、『ふしぎなあのこはすてきなこのこ』、『スプーンひめのスイングキッチン』との日替わりで放送されたが、2011年3月に放送終了。
「おかあさんといっしょ」では、同番組内の「パンツぱんくろうのたためるかな？」などのコーナーにおいて、この作品のキャラクターが使用されていたが、2011年度からは『パッコロリン』のリンに交代。
トイレトレーニングを済ませたパンツ一丁の「ぱんくろう」と、まだおむつの取れていない「コミンゴ」、ぱんくろうが毎日お世話になる「トイレさま」などが登場、トイレに関するシチュエーションが楽しく綴られている。

## スタッフ
- 原作・脚本 - あきやまただし
- 絵コンテ・演出・作画 - 南家こうじ、森田倫代
- 音響監督 - 大澤わかな、なかのとおる
- 音響制作 - HALF H・P STUDIO
- 音楽 - 松本雅隆 (ロバの音楽座)
- アニメーションプロデューサー - 地引和夫
- アニメーション制作 - エッグ
- 製作協力 - コロムビアミュージックエンタテインメント、講談社
- 製作 - NHK

## 登場キャラクター

### 第1シリーズから登場のキャラクター
- ぱんくろう（声：芝原チヤコ）

この作品の主人公。2歳の男の子。トイレさまとお友達。白いパンツを履いている。うんちを漏らしたことはないが、おしっこを漏らすことはある。歌が好き。暗いところと長湯が嫌い（「カラスの行水」にかけている）。モチーフはカラス。
- コミンゴ（声：佐久間レイ）

1歳の女の子。モチーフはフラミンゴでおむつを履いている。
- トイレさま（声：大倉孝二）（ぱんくろうの家にあるトイレ）

モチーフは洋式トイレ。ぱんくろうは礼儀正しくお願いをする。
- かみこさん（声：清水ゆみ）（ぱんくろうの家にあるトイレットペーパーホルダー）

モチーフはトイレットペーパーホルダー。
- ながぶろくんくん（声：ひなたおさむ）（ぱんくろうの家にある浴槽）

モチーフは浴槽＋犬。
- せんたこはっちゃん（声：柳家三三）（ぱんくろうの家にある洗濯機）

モチーフは洗濯機＋タコ。少々江戸っ子。

### 第2シリーズから登場のキャラクター
- コリッチ（声：比嘉久美子）

ぱんくろうのライバル。3歳くらいの男の子。関西弁を話す。コミンゴと仲良しのぱんくろうをうらやんでいる。青いパンツを履いている。電車ごっこが好き。家は純和風のつくり。モチーフはダチョウ（オーストリッチ）。
- すべりいか（声：不明）

モチーフは滑り台＋イカ。
- そトイレさま（声：大倉孝二）

モチーフは公衆トイレ。アン・ドゥ・トワの3台がある。
- たわしっし（声：不明）

モチーフはタワシ。公衆トイレ「アン・ドゥ・トワ」の中にいて、掃除をする。

### 第3シリーズから登場のキャラクター
- コインちゃん（声：榎本温子）

歌とダンスが大好き。パンツとリボンをたくさん持っている。モチーフはインコ。
なお、トイレせんせいのお世話になる時は、彼女のそばのバスケットにパンツを脱いで入れる（ぱんくろうは無造作に床に脱ぎ捨てていた）。
- わトイレさま（声：ゴルゴ松本）（コリッチの家にあるトイレ）

モチーフは和式トイレ。和歌が得意。「入ってたもれ〜」と公家の様な話し方をする。
- トイレせんせい（声：原田知世）（コインちゃんの家にあるトイレ）

モチーフは洋式トイレ。「カミ〜ン」とコインちゃんを迎え入れる。
- まきひめさん（声：こやすなほみ）（コリッチの家にあるトイレットペーパーホルダー）

モチーフはトイレットペーパーホルダー。平安時代のお姫様のような顔立ち。紙を取られると「あ〜れ〜」と言う。
- フローリーせんせい（声：上重聡）（コインちゃんの家にあるトイレットペーパーホルダー）

モチーフはトイレットペーパーホルダー。
- ぶーぶーベトンちゃん（声：比嘉久美子）（コインちゃんの家にあるベッド）

モチーフはベッド＋ブタ。タップダンスが得意。
- せんたここはち（声：不明）（ぱんくろうの家にある小型洗濯機）

モチーフは洗濯機+タコ。せんたこはっちゃんの弟。
- せんたこまごはち（声：不明）（ぱんくろうの家にある小型洗濯機）

モチーフは洗濯機+タコ。せんたここはちの孫。

## 関連曲
- トイレのうた

劇中でぱんくろう・コミンゴ・トイレさまがよく歌っている歌。作詞：あきやまただし、作曲：松本雅隆
- ながぶろくんくん

劇中でぱんくろうがお風呂に入っている時の歌。作詞：あきやまただし、作曲：松本雅隆
- トイレマン

劇中でぱんくろうがスーパーヒーロー「トイレマン」に変身した時の歌。作詞：あきやまただし、作曲：松本雅隆
- しってしまったぼく

『おかあさんといっしょ』の中で、パンツぱんくろうのアニメーションが使われた歌。作詞：あきやまただし、作曲：松本雅隆